# Lomelino Silva
Nuno Estêvão Lomelino da Silva (* 26. Dezember 1892 in Funchal; † 11. November 1967 in Lissabon) war ein portugiesischer Opernsänger. Er erlangte als Tenor unter dem Beinamen „portugiesischer Caruso“ in den 1920er und 30er Jahren Weltruhm, bevor er wieder in Vergessenheit geriet.

## Leben
Lomelino Silva war der Sohn von Guilherme Augusto da Silva und Helena Lomelino da Silva. Seinen ersten Auftritt als Sänger hatte er 1916 im Teatro Dr. Manuel de Arriaga, dem heutigen Teatro Municipal Baltazar Dias in Funchal. Dort fiel er durch seinen Gesang in der Oper Doces Tormentos des Oberstleutnant Sarmento auf, die im Rahmen einer Wohltätigkeitsgala aufgeführt wurde. Er arbeitete danach zwischenzeitlich im Bankhaus Banco Totta & Açores in Lissabon, bevor er zum Militär eingezogen wurde und zur Offiziersschule kam, nach der Kriegserklärung Deutschlands an Portugal am 9. März 1916. Er wurde Unterleutnant und war an der Verteidigung Madeiras beim Angriff deutscher U-Boote beteiligt. Nach dem Ende seines Militärdienstes noch vor Kriegsende ging er 1918 wieder nach Lissabon, wo er Gesangsunterricht bei Alberto Sarti nahm. Nach seiner Rückkehr nach Madeira 1919 attestierten ihm die Kulturkreise Funchals einen stimmlichen Rückschritt, und er befolgte 1920 den Rat, nach Italien zu gehen, wo er Unterricht bei Giovanni Laura (Gesang) und Ercole Pizzi (Technik) nahm. Anlässlich eines kurzen Aufenthalts auf Madeira Mitte 1921 gab er drei Gastspiele, die nun wieder gute Kritiken bekamen.
Nach seiner Rückkehr nach Italien erfolgte am 31. Dezember 1921 sein erster bedeutender Auftritt als Operntenor. Seine Interpretation in Verdis Rigoletto im Mailänder Teatro Dal Verme wurde ein enormer Erfolg und begründete seine Tenorlaufbahn. Anfang 1922 ging er mit einem italienischen Opernensemble auf Tournee durch die Niederlande, bevor er Ende des Jahres eine Gastspielreise durch Brasilien antrat. Es folgten eine Vielzahl Gastspiele, sowohl in Opern in Italien wie auch mit Konzerten und Opernauftritten in Portugal, darunter 1924 mit einem italienischen Ensemble im Lissabonner Teatro São Carlos. Immer wieder machte er auf Madeira zu umjubelten Auftritten Halt, zwischen seinen verschiedenen Gastspielen, darunter erstmals in Porto Anfang 1926. Im Frühjahr des gleichen Jahres ging er nach London, um einige Schellackplatten für HMV aufzunehmen.
1927 ging Silva erstmals auf Gastspielreise durch die USA. Nach einer Tournee mit einem italienischen Opernensemble durch Florida und Pennsylvania folgten Gastspiele Silvas in Neuengland, wo zahlreiche Portugiesen insbesondere aus Madeira leben. In der Ausgabe vom 14. Oktober 1927 der Zeitung The New Bedford Times wurde er erstmals von der Kritik als „der portugiesische Caruso“ bezeichnet. Mit dem Beinamen wurde er seither häufig in der Presse betitelt. Er kam 1928 erneut in die USA und trat sowohl an der Ost- wie an der Westküste auf. Silva kehrte Ende des Jahres zu einigen Konzerten nach Madeira, und anschließend nach Lissabon zurück, wo er u. a. im Teatro Politeama auftrat. Am 19. Juni 1929 verlieh ihm Staatspräsident Óscar Carmona das Offizierskreuz des  Christusordens.
Es folgte eine zweite, etwa einjährige Brasilien-Tournee, wo er den Beinamen Nachtigall von Madeira (port.: rouxinol madeirense) erhielt. Nach verschiedenen Hauptrollen in Opern in Porto und Lissabon verabschiedet er sich Anfang 1931 von seinem Publikum auf Madeira mit einem großen Konzert, um danach auf zweijährige Welttournee zu gehen. Sie begann an der Ostküste der USA, ging über Hawaii und einer Reihe asiatischer Städte bis in die damalige portugiesische Kolonie Mosambik und schließlich Südafrika, von wo er nach Madeira zurückkehrte. Mitte 1934 absolvierte er eine Tournee durch die Antilleninseln, bevor er 1936 erneut eine zweijährige Gastspielreise antrat, die ihn diesmal durch eine Vielzahl Städte der USA führte, insbesondere New York, Hollywood und Los Angeles. Zwischen 1938 und 1949 folgten eine Reihe weiterer Gastspielreisen zu den Antillen, nach Brasilien, Lissabon, Porto, und immer wieder Funchal.
1949 läutete er das Ende seiner Laufbahn ein. Über sein weiteres Leben ist wenig bekannt. Er setzte sich in Lissabon zur Ruhe, wo er am 11. November 1967 im Krankenhaus Hospital São Luis starb.

## Rezeption
Die Kritik seiner Zeit lobte die Klarheit und Ausdruckskraft seiner Stimme. Auch die Bandbreite seines Programms war außergewöhnlich. So sang er neben Arien auch Fados, Neapolitanische Lieder und sogar einige populäre Schlager der zeitgenössischen Mode. Trotz seines bedeutenden Erfolges in den 1920er und 30er Jahren geriet Lomelino Silva jedoch seit den frühen 1950er Jahren weitgehend in Vergessenheit.
Zu seinem 100-jährigen Geburtstag 1992 weihte die Regionalregierung Madeiras dann eine Gedenktafel an seinem Geburtshaus in der Rua das Maravilhas in Funchal ein. Am 28. Juni 2001 würdigte ihn der portugiesische Tenor Carlos Guilherme im städtischen Teatro Municipal Baltazar Dias in Funchal mit einem Rezital. Begleitet von Maestro Armando Vidal am Piano, sang Guilherme das gleiche Repertoire, das Silva in seinem Konzert am 29. Dezember 1932 im Teatro Varietá aufführte, in Lourenço Marques (heute Maputo), der mosambikanischen Heimatstadt Guilhermes.
Zur nur langsam wiedererwachenden Erinnerung an Lomelino Silva trug danach wesentlich die Veröffentlichung seiner Schellackplatten als CD-Werkschau in Portugal im Jahr 2009 bei, 42 Jahre nach seinem Tod. Auch unter Schallplattensammlern sind Originalveröffentlichungen seiner Aufnahmen weiter gefragt.

## Diskografie
- HMV London 79487: Mãesinha (Alberto Sarti) B4667  7-62105 / Guitarrada (Alberto Sarti) B4667 7-62106 (26. April 1926)
- HMV London 79488: As amendoeiras (Alberto Sarti) B4668 7-62107 / Canto de Rouzinol (Alberto Sarti) B4668 7-62108 (26. April 1926)
- HMV London 79489: As cotovias (Alberto Sarti) B4669  7-62110 (26. April 1926) / Vindima (Alberto Sarti) B4669  7-62109 (3. Juni 1926)
- HMV London 79490: Para as raparigas de Coimbra (de Lima) B4670  7-62111 / As pombas (Fernando Moutinho) B4670 7-62112 (3. Juni 1926)
- HMV London 79491: Papoulas (Alberto Sarti) B4671 7-62113 / Carta da aldeia (Coutinho De Oliveira) B4671 B4671 (3. Juni 1926)
- HMV London 79492: Cancão perdida (de Lima) B4672 7-62115 / Fado das romarias (Antonio Menano) B4672 7-62116 (18. Mai 1926)
- HMV London 79493: Fado de granja (Antonio Menano) B4673  7-62117 (18. Mai 1926) / Porque duvidas tu deste amor louco (Serrano)  B4673 7-62118 (2. Juni 1926)
- HMV London 79494: Arlesiana (Cilea): Lamento de Federico B4674 7-62119 / Fado (Ruy Coelho) B4674 7-62122 (2. Juni 1926)
- HMV London (DA798): Rigoletto (Verdi): Questa o quella B4675 7-62120 / Rigoletto (Verdi): La donna e mobile B4675 7-62121 (30. April 1926)
- TRAD058 Tradisom: Lomelino Silva - O Caruso Português. (Werkschau, Veröffentlichung 2009)

Seine zwischen dem 26. April und 3. Juni 1926 aufgenommenen englischen Schellackplatten wurden auch in anderen Ländern und unter anderen Labeln veröffentlicht:
- Discos Gramófono (Barcelona), für Portugal und Spanien
- Victor Talking Machine Company für die USA und Brasilien

Dazu kamen Auflagen für die portugiesischen Kolonien der HMV-Platten Nr. 79490 bis 79494 (als Katalognummern Bu670 bis Bu674).